# Flyleaf
Flyleaf é uma banda cristã de metal alternativo dos Estados Unidos formada em 2000 na cidade de Belton, no Texas. Eles se apresentaram nos Estados Unidos em 2003 até o lançamento do seu primeiro álbum de estúdio, Flyleaf, em 2005. O álbum ganhou certificado de platina depois de vender mais de 1 milhão de cópias nos Estados Unidos.
A banda lançou seu segundo álbum de estúdio, Memento Mori, no dia 10 de novembro de 2009. O título do álbum é uma expressão em latim que significa "lembra-te homem que morrerá um dia".

## História

### Começo (2000–2004)
Em 2000, Lacey Mosley começou a tocar música com o baterista James Culpepper. Os guitarristas Jared Hartmann e Sameer Bhattacharya entraram na banda mais tarde, eles faziam parte de uma banda local que havia terminado. "Nosso primeiro ensaio foi excelente, cada um de nós possuía influências diferentes", disse Lacey. O baixista Pat Seals entrou na banda em 2002 e a banda, inicialmente conhecida como Passerby, foi formada. "As portas estavam abertas e eu apenas entrei na hora certa", disse Pat.
Em 2003, eles se apresentaram no South by Southwest, um festival de música que ocorre todos os anos na cidade de Austin, no Texas.
Com o nome de Passerby, a banda lançou três EP independentes. Em janeiro de 2004, a banda assinou um contrato com a Octone Records, mudou seu nome para Flyleaf, e começou a gravar o seu primeiro EP com a gravadora, que teria o mesmo nome da banda. A banda passou o tempo gravando com o produtor Rick Parashar (Pearl Jam, Default, Alice in Chains, 3 Doors Down) e trouxe Kevin Shirley (The Black Crowes, Aerosmith, Silverchair, Our Lady Peace) para mixar as faixas.
No verão de 2004, o Flyleaf fez uma turnê nos Estados Unidos com as bandas Trust Company, Saliva e Earshot. O primeiro single da banda, "Breathe Today", foi lançado em outubro de 2004, e foi dirigido por Dave Garcia.

### Álbum de estreia (2005–2008)
No início de 2005, eles lançaram o EP Flyleaf, produzido por Rick Parashar. Para promover o seu EP, o Flyleaf fez turnês com Saliva, Breaking Benjamin, 3 Doors Down, Staind, Trust Company, Cold, P.O.D. e Taproot.

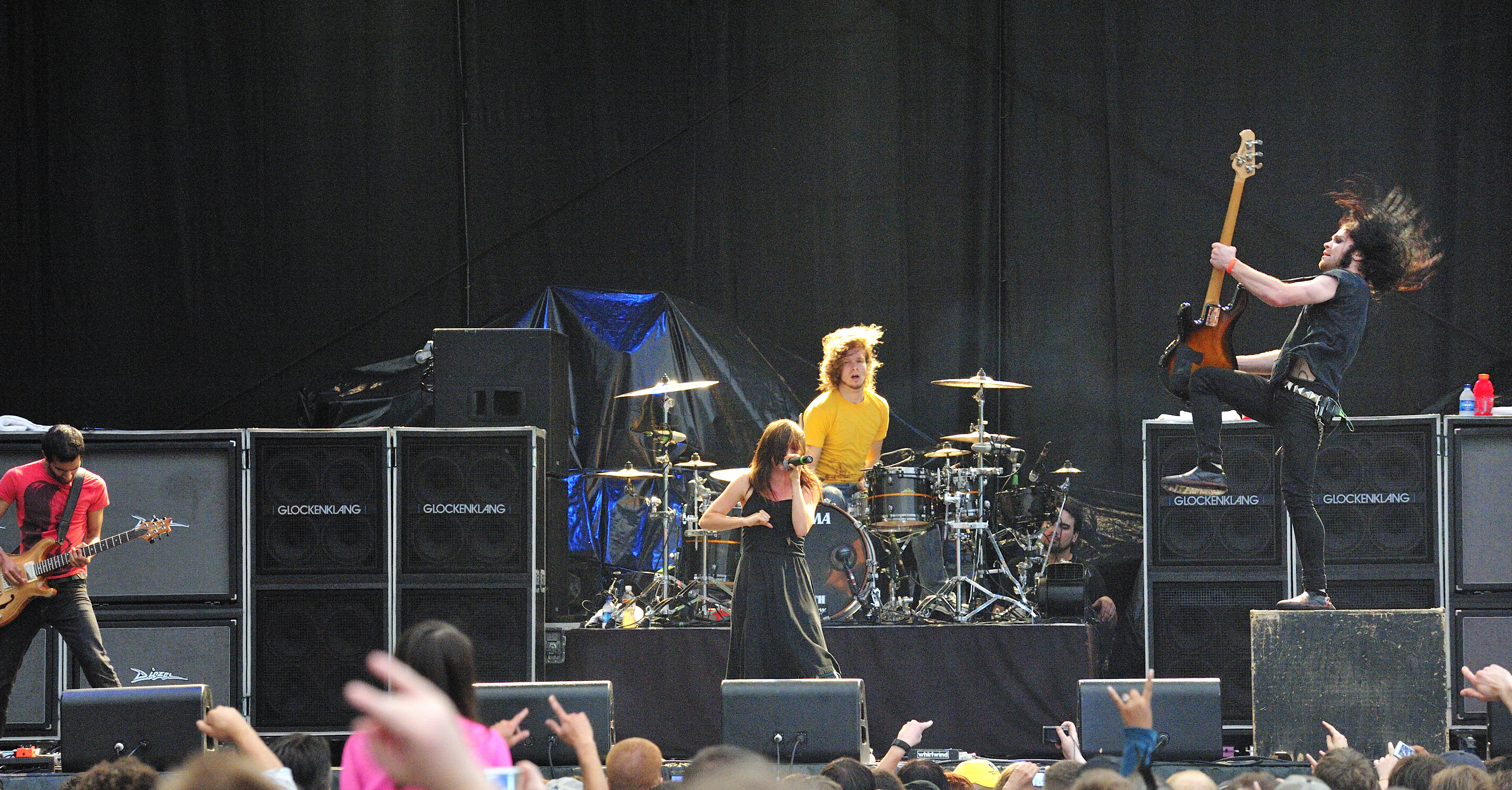
Flyleaf ao vivo no Beale Street Music Festival em maio de 2008.

Na primavera de 2005, a banda gravou seu primeiro álbum de estúdio com Howard Benson (Papa Roach, P.O.D.). No dia 4 de outubro de 2005, o álbum foi lançado com o nome de Flyleaf. As participações no álbum incluem Dave Navarro do Jane's Addiction e Ryan White do Resident Hero. O primeiro single do álbum foi "I'm So Sick", seguido de "Fully Alive", "All Around Me", "Perfect" e "There for You".
No mês de março de 2006, a banda ganhou numa votação online no Yahoo! e foi nomeada a Yahoo!'s Who's Next.
No final de 2006, o Flyleaf fez uma turnê com Disturbed, Stone Sour e Nonpoint no Music as a Weapon III Tour. A banda lançou um EP exclusivo, chamado Music as a Weapon, que foi vendido na turnê. No EP havia a versão acústica de "Fully Alive", e três canções inéditas: "Much Like Falling", "Justice and Mercy" e "Christmas Song" (Much Like Falling e Justice and Mercy apareceriam mais tarde no EP Much Like Falling). Uma parte da venda do EP Music as a Weapon foi doado ao World Vision para combater a pobreza no mundo.
Em 2007 a banda fez uma turnê com o Three Days Grace em toda a Austrália no Soundwave festival, e também fizeram uma turnê na Europa com Stone Sour e Forever Never. Na primavera de 2007, o Flyleaf fez a sua turnê, chamada Justice & Mercy Tour que também contava com Skillet e Dropping Daylight. Mais tarde eles fizeram a segunda parte da turnê que contou com Sick Puppies, Kill Hannah e Resident Hero. O videoclipe de "I'm So Sick" apareceu brevemente no filme Live Free or Die Hard. Um remix da canção "I'm So Sick" fez parte da trilha sonora do filme Resident Evil: Extinction.
A banda lançou uma canção chamada "Tina" que foi lançada para download no Guitar Hero III: Legends of Rock. A canção "I'm So Sick" aparece no Rock Band como faixa bônus. No dia 30 de outubro, o Flyleaf lança um EP digital chamado Much Like Falling. As canções incluídas nesse EP foram "Much Like Falling", uma versão acústica de "Supernatural", "Tina", e "Justice and Mercy". No dia 24 de dezembro de 2007, eles foram nomeados na MTV como o "Artista da Semana".
A banda fez uma turnê com Seether em junho de 2008, mas tiveram que cancelar as últimas cinco apresentações devido a um problema com a voz de Lacey Mosley.

### Memento Mori (2009–2010)

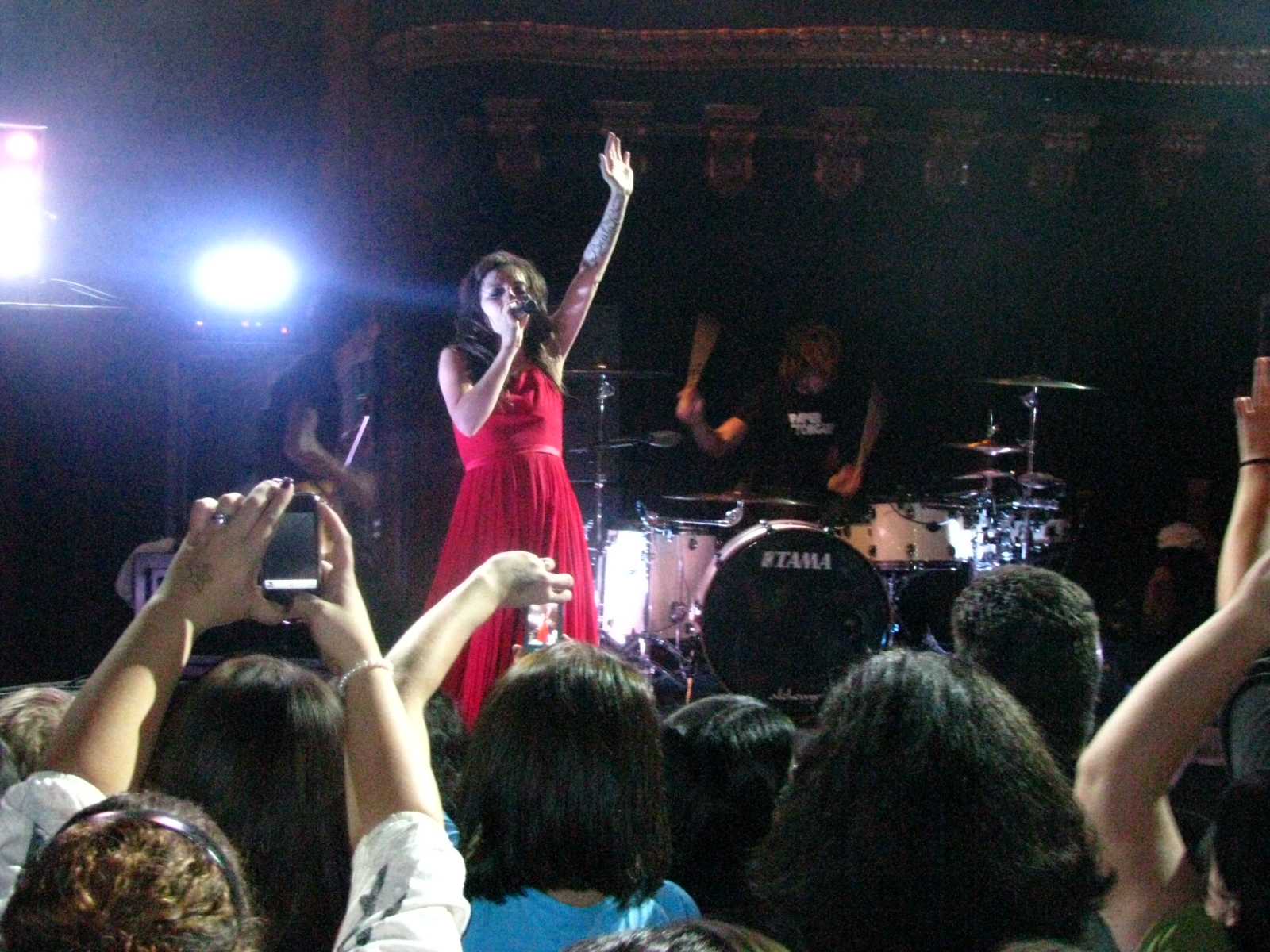
Flyleaf ao vivo em São Francisco em 1 de novembro de 2009.

A banda terminou de gravar seu segundo álbum de estúdio. O novo álbum tem 14 canções, que foram selecionadas de 30 escritas. Algumas dessas canções, como "Again", "Have We Lost", e "Beautiful Bride" foram tocadas ao vivo. A banda se reuniu com o produtor musical Howard Benson para fazer o álbum, que ele foi lançado no dia 10 de novembro de 2009.
O álbum recebeu o nome de Memento Mori, que é uma expressão em latim que significa "lembra-te homem que morrerá um dia". Algumas canções como "Beautiful Bride", "Arise", "Missing", "Break Your Knees", "Have We Lost", "Again", e "Set Apart This Dream" foram inspirados num livro de auto-ajuda chamado Wild at Heart.
O primeiro single, "Again", foi lançado no dia 25 de agosto de 2009 e alcançou a terceira colocação na Modern Rock Tracks, atrás apenas do Muse, que ocupou a primeira e segunda colocação. O segundo single, "Beautiful Bride", foi gravado no começo de agosto de 2009 pelo diretor Don Tyler, e foi lançado no dia 6 de outubro do mesmo ano. O terceiro single, "Missing", foi lançado oficialmente para download digital no dia 5 de abril de 2010. O quarto single, "Chasm", foi lançado em 27 de setembro de 2010.
Flyleaf fez uma turnê pelos Estados Unidos com as bandas Breaking Benjamin e Three Days Grace de janeiro a março de 2010. A banda liderou uma turnê chamada Unite & Fight, com participações das bandas 10 Years e Fair to Midland. A turnê começou no dia 4 de maio de 2010 e terminou em 5 de junho de 2010. A banda continuou com a segunda parte da turnê com a banda Story of the Year, que ocorreu de 10 de setembro à 24 de outubro de 2010.
A banda confirmou que terminou de trabalhar no novo EP enquanto estava na turnê Unite & Fight. O EP se chama Remember to Live e foi lançado no dia 7 de dezembro de 2010. Flyleaf lançou o single "How He Loves" no dia 21 de dezembro de 2010 no iTunes, a canção é um cover de John Mark McMillan.

### Terceiro álbum de estúdio e saída de Lacey Mosley (2011–2012)
No dia 22 de janeiro de 2011, Jared Hartmann anunciou que ele e James Culpepper estavam preparando a gravação de demos para o próximo álbum. Em fevereiro de 2011, a banda começou a pré-produção do próximo álbum no Treelady Studios em Pittsburgh, Pensilvânia. Ao longo do ano, títulos de algumas canções do terceiro álbum foram sendo anunciados por meio de rede sociais (Twitter e Facebook), como "New Horizons", "Bury Your Heart", "Blankets of Worms", "Greed Heart", "Fire Fire" e "Freedom".
No dia 15 de abril de 2012, Sameer Bhattacharya confirmou no chat oficial da banda que o primeiro single será "New Horizons", e que o videoclipe será gravado no dia 22 de abril. A banda também anunciou que a canção que antes era conhecida como "Blanket of Worms" foi renomeada para "Bucket of Words".
No dia 4 de setembro de 2012, aniversário de Lacey Mosley, a banda lançou o vídeo oficial de "New Horizons". A banda também lançou um single adicional, chamado "Call You Out", em 25 de setembro de 2012.
Em 22 de outubro de 2012, a banda anunciou que Lacey Mosley deixou o posto de vocalista. Em uma mensagem escrita por Pat Seals, Kristen May, ex-vocalista da banda de indie rock Vedera, assumirá o posto deixado por Lacey para a próxima turnê.

### "Who We Are" e "Between the Stars" (2013-2015)
Após a saída de Lacey Mosley, a banda rapidamente lançou vídeos ao vivo com a nova vocalista, Kristen May, executando algumas musicas do álbum anterior da banda. Não muito distante, lançaram o EP "Who We Are", que contou com uma canção inédita "Something Better" com a participação de Sonny Sandoval, do P.O.D, nos vocais. As outras musicas do EP eram execuções ao vivo das canções "Call You Out", "Fire Fire", "Broken Wings" e "Sorrow", com a nova vocalista liderando a banda.
No dia 16 de Setembro de 2014, a banda lançou o álbum "Between the Stars", o primeiro com Kristen May nos vocais. O álbum vendeu 8200 cópias na sua primeira semana de lançamento e chegou a ocupar a 33ª posição no Top 200 da Billboard. O álbum foi gravado em Los Angeles e produzido por Don Gilmore.
Em 2015, com a gravidez de Kristen May, a banda deu uma pausa nas atividades. Entretanto, a vocalista seguiu produzindo e gravou seu primeiro disco solo. 

### Saída de Kristen May (2016)
No dia 15 de Agosto de 2016, Kristen May anunciou, via vídeo em sua página no Facebook, que estava deixando o Flyleaf. Entre as suas palavras, ela justificou sua saída pelo desejo de estar mais próxima à sua familia. Além disso, a vocalista declarou que nunca havia se sentido totalmente dentro da banda, apesar de ter gostado do resultado do álbum gravado com eles.
Apesar do anuncio da vocalista, a banda nunca se pronunciou oficialmente sobre o assunto.

### Retorno de Lacey Sturm (2022)
No final de 2022, a vocalista original Lacey Sturm retorna para a banda para uma série de shows. 
A banda primeiro atualizou suas redes sociais com uma imagem intitulada “Flyleaf with Lacey Sturm". A reunião foi então confirmada quando a programação do festival inaugural Sick New World em Las Vegas foi anunciada pouco tempo depois.

## Integrantes

### Formação atual
- Lacey Mosley - vocal
- Sameer Bhattacharya – guitarra solo e vocal de apoio
- Jared Hartmann – guitarra rítmica
- Pat Seals – baixo e vocal de apoio
- James Culpepper – bateria e percussão

### Ex-membros
- Kristen May - Vocalista

## Discografia

### Álbuns de estúdio
- 2005: Flyleaf
- 2009: Memento Mori
- 2012: New Horizons
- 2014: Between the Stars

### EPs
- 2002: Broken Wings: Special Edition
- 2003: Passerby
- 2003: Broken Wings
- 2004: Flyleaf
- 2006: Music as a Weapon
- 2007: Much Like Falling
- 2010: Remember to Live
- 2013: Who We Are

## Características musicais

### Letras
A vocalista Lacey Mosley explica que suas canções são "mensagens pessoais que fornecem alguns momentos de claridade antes que a história comece". Eles são uma típica banda cristã, mas que geralmente não mencionam o nome de Deus nas suas canções (com exceção de algumas canções como "Cassie" e "Beautiful Bride").

### Gênero musical
O rótulo que a banda recebe com mais frequência é o de metal alternativo, mas a banda também é frequentemente rotulada como hard rock e post-grunge. Outros gêneros que são utilizados para descrever o som da banda são nu metal e rock alternativo.

### Influências
As principais influências da ex-vocalista Lacey Mosley são Nirvana, Metallica e Pantera. As principais influências dos outros membros da banda são Underoath, Three Days Grace, Skillet, Korn, Staind, Creed e MxPx. A banda também foi influenciada por Lacuna Coil, Kate Bush, The Gathering, After Forever, Siouxsie and the Banshees, Evanescence e Kittie.